# Riikka Hannula
Riikka Hannula (20 marzo 1990) è un'ex calciatrice finlandese, di ruolo attaccante.

## Carriera
Dopo aver giocato ad alti livelli nel campionato finlandese femminile di calcio, dove con l'Honka conquista due Naisten Suomen Cup consecutive, nel 2014 e 2015, prima dell'inizio del campionato 2016 in Naisten Liiga decide di trasferirsi all'estero per il suo primo campionato fuori dal territorio nazionale, sottoscrivendo un accordo con il Valpolicella per disputare la Serie B nel campionato italiano.
Fa il suo debutto il 9 ottobre 2016, alla 2ª giornata, rilevando al 58' Irene Tombola nel pareggio interno per 2-2 con l'Inter e segna la sua prima rete in Italia il 13 novembre 2016, alla 5ª giornata, siglando la doppietta che porta sul 4-0 il risultato parziale sulla Riozzese, incontro poi terminato 7-1. Al termine della stagione lascia la società con un tabellino personale di 7 reti segnate su 11 incontri disputati in campionato. Nel luglio 2017 si è trasferita all'Espanyol, per poi rescindere il contratto tre mesi dopo adducendo ragioni personali.
A fine novembre 2017 è tornata in Italia, firmando un contratto con l'AGSM Verona per disputare il campionato di Serie A per la stagione 2017-2018.
Nell'estate 2018 è passata al Sassuolo, sempre in Serie A. Sotto la guida del tecnico Gianpiero Piovani Hannula trova però poco spazio, venendo utilizzata solo in tre incontri di campionato e andando a segno il 24 novembre 2018 aprendo le marcature nella vittoria casalinga per 4-1 sulle avversarie del Verona, decidendo quindi di svincolarsi dalla società neroverde un mese più tardi. All'inizio del 2019 si è accordato con l'Honka, tornando a giocare nella squadra finlandese dopo tre anni trascorsi tra Spagna e Italia.

## Palmarès

### Club
- Campionato italiano di Serie B: 1

Valpolicella: 2016-2017
- Coppa di Finlandia: 2

Honka: 2014, 2015